# Mitologia vedică
ADITI 
- (Neasemuita, Independenta, Nemărginita). În mitologia vedică, zeița-mamă a divinităților primordiale "Aditya" fiica lui Daksha și soția lui Kshyapa. Cultul ei era legat de lumina divină.
ADITYA 
- În mitologia vedică, grup arhaic de divinități primordiale, fiii zeiței Aditi, străjerii lumii, inițial 7 la număr: Varuna, Mitra, Aryaman, Bhaga, Daksha, Amsha și Surya, numit și Savitar sau Aditya. Mai târziu numărul lor sporește până la 12 sau 13, adăugându-se zeii Indra, Agni, Soma, Vishnu, Vayu, iar uneori și Arjuna.
(Constantin Dragomir - "Coiful Magic")